# Synetocephalus adenostomatus
Synetocephalus adenostomatus är en skalbaggsart som först beskrevs av B. White 1942.  Synetocephalus adenostomatus ingår i släktet Synetocephalus och familjen bladbaggar. Inga underarter finns listade i Catalogue of Life.